# Theseus

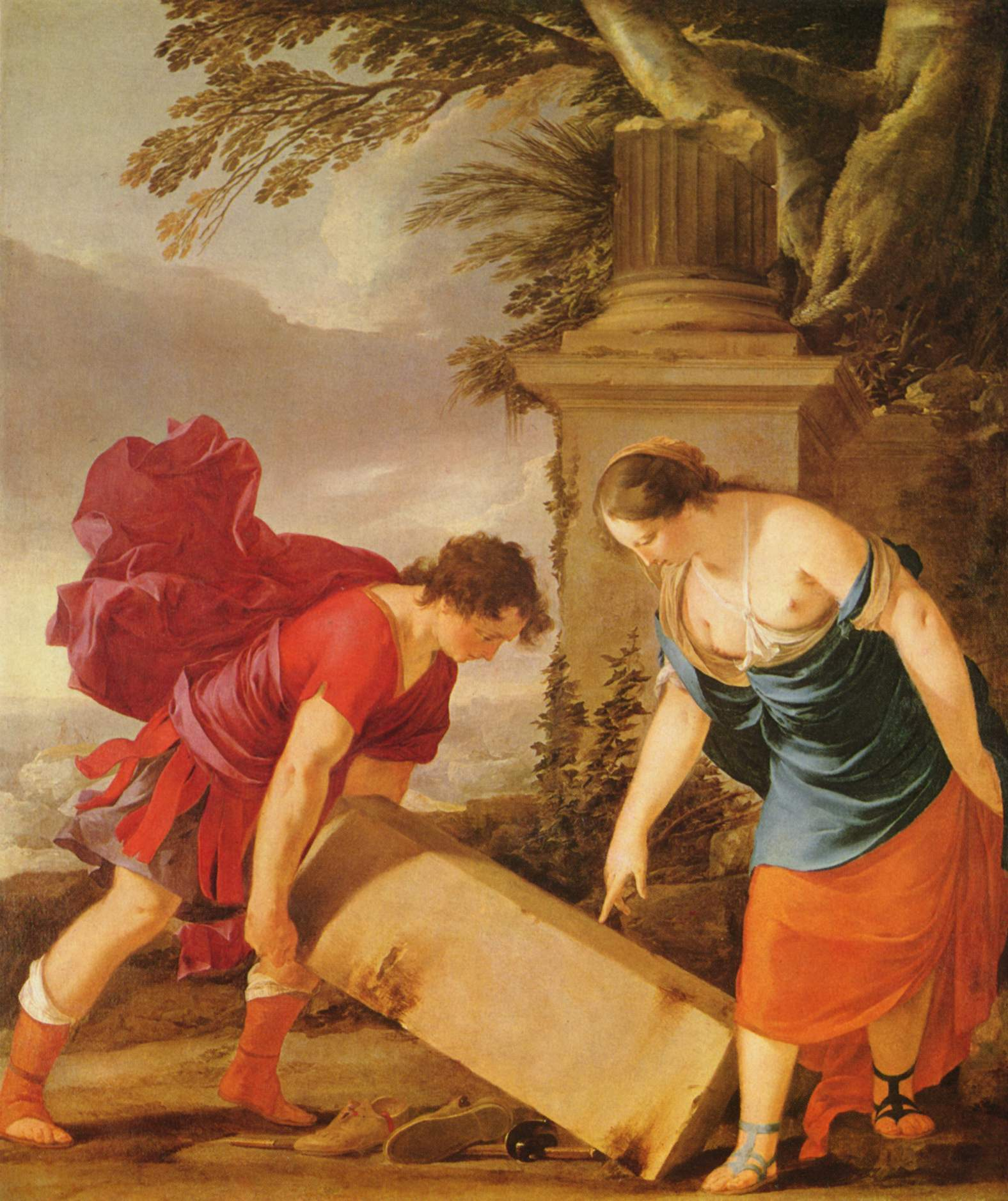
"Theseus och hans moder Aethra/Aithra."
Laurent de La Hyre

Theseus är en av den grekiska mytologins ädlaste hjältegestalter. Han var son till kung Aigeus och Aethra/Aithra (som var dotter till kung Pittheus i Troizen) samt gift med Hippolyte/Antiope och senare med Faidra, samt far till Hippolytos. 
Theseus uppfostrades hos kung Pittheus. När han vuxit upp begav han sig till Aten och sökte upp sin far. Under färden upplevde han talrika äventyr. Hans mest kända bragd därefter var att döda odjuret Minotauros på Kreta med hjälp av Ariadne, kung Minos dotter, vars kärlek han vunnit. Efter återkomsten till Aten övertog han regeringen efter sin far, som misströstande om sonens återkomst hade berövat sig livet.
Theseus dödades försåtligt på ön Skyros av kung Lykomedes. Han har hyllats som grundläggare av Atens statsskick.
Den antika grekiska trandansen Geranos som infördes i Aten av Theseus efterliknar Minotauruslabyrintens vindlingar.